# 17428 Charleroi
17428 Charleroi este o planetă minoră (asteroid), cu un diametru de 30,297 km, din centura de asteroizi. A fost descoperită pe 28 februarie 1989 la Observatorul European Austral de Henri Debehogne și a fost numită după Charleroi⁠(d). 
Obiectul prezintă o orbită caracterizată de o semiaxă mare de 3,9396673 UAi, o excentricitate de 0,12, o înclinație de 8,42375 ° în raport cu ecliptica.